# Couvrelles
Couvrelles é uma comuna francesa na região administrativa de Altos da França, no departamento de Aisne. Estende-se por uma área de 7,5 km². Em 2010 a comuna tinha 200 habitantes (densidade: 26,7 hab./km²).